# Kaptagat
Kaptagat est un village situé à 25 kilomètres à l'est d'Eldoret, le long de la route B54, dans l'ancienne province de la vallée du Rift, au Kenya. Il est situé près du bord de la vallée du Grand Rift, juste au sud-est du village de Chepkorio.
Il est notamment connu pour son Great Rift Valley Sports Camp, dans lequel des coureurs de fond et marathoniens kényans, tel que Eliud Kipchoge, habitent et s'entraînent en raison de ses 2 200 mètres d'altitude.

## Situation administrative
Administrativement, il est dans la division d'Ainabkoi du comté d'Uasin Gishu. Son autorité locale est le conseil du comté de Wareng et sa circonscription est la circonscription d'Ainabkoi, bien que géographiquement Kaptagat se trouve à la fois dans les comtés d'Uasin Gishu et d'Elgeyo-Marakwet. L'une des villes les plus proches est Kimwarer, située à 10 kilomètres à l'est de Kaptagat.
Une grande forêt s'y trouve également, dans laquelle des campagnes annuelles de replantation se déroulent,.

## Bâtiments
Historiquement, Kaptagat est la résidence des propriétaires terriens coloniaux et conserve encore l'atmosphère coloniale. Des lieux comme Elagerini Camp, Kaptagat Farmstay et la Kaptagat Preparatory School portent encore la marque historique de l'ère coloniale. Kaptagat dispose d'un petit hôpital et d'une gare sur la ligne de chemin de fer de Nakuru à Eldoret.

## Athlétisme
Kaptagat abrite notamment le Great Rift Valley Sports Camp, un camp d'entraînement pour de nombreux coureurs kényans actuels ou passés dont Elijah Lagat, Eliud Kipchoge, Moses Tanui, Brimin Kipruto ou Geoffrey Kamwowor, qui bénéficient notamment de sa haute altitude afin de pouvoir s'entraîner,,. Il s'y trouve aussi le Chepkero Athletics Club, un club qui accueille les étudiants athlètes.